# Chinde (Mosambik)
Chinde ist eine Stadt im Distrikt Chinde der Provinz Zambezia von Mosambik und ein Hafen für den Schiffsverkehr auf dem Sambesi flussaufwärts. Sie liegt am Chinde-Fluss und ist ein wichtiges Fischereizentrum. Von Chinde aus werden Kopra und Zucker exportiert und der Ort hatte 1980 16.500 Einwohner.

## Geschichte
Die kleine Stadt Chinde, etwa 65 Kilometer südlich von Quelimane gelegen, entwickelte sich zum wichtigsten Einreisehafen für Passagiere und Güter für das im Hinterland liegende, 1891 proklamierte britische Protektorat Zentralafrika. Aufgrund ihrer günstigen Lage am Chinde-Fluss, einem Teil des Sambesi-Deltas, bot sie Wachstumspotenzial und verdrängte sowohl Quelimane als auch Conceição als geeignetsten Einreisehafen.
Bis zum dritten Viertel des 19. Jahrhunderts war Quelimane, das durch einen flachen Kanal mit dem Sambesi verbunden war, der wichtigste Hafen für den Zugang zu Zentralafrika. Die Teilnehmer der Berliner Konferenz von 1884–85 bestimmten die freie Schifffahrt auf dem Sambesi und seinen Nebenflüssen. Zahlreiche britische Missionare und Händler, die das heutige Malawi besuchten und sich dort niederließen, reisten über den Sambesi und den Shire River, den Ausfluss des Malawisees, dorthin. Als der Kanal von Quelimane blockiert war, führte die Suche nach einer alternativen Route 1889 zur Entdeckung der Chinde-Mündung des Sambesi. Im Rahmen des Anglo-Portugiesischen Vertrags von 1891 gewährte die portugiesische Regierung der britischen Regierung die Chinde-Konzession für 99 Jahre, um einen Hafen zu errichten, in dem Seeschiffe ihre Ladung auf Flussdampfer umladen konnten. Das innere Konzessionsgebiet, das von portugiesischen Zöllen befreit war, umfasste eine Fläche von 10 Hektar und eine Flussfront von 370 Metern. Hier befanden sich die Regierungsbüros sowie die Lagerhäuser, Werkstätten und Läden. Weitere 50 Hektar ohne Zollbefreiung, die sog. Äußere Konzession, sollten der langsam wachsenden Bevölkerung von Chinde Platz bieten. Der gewählte Standort war eine Sandbank mit dem Indischen Ozean im Süden und dem Chinde-Fluss im Norden. Ein weiterer Flusszweig trennte die Konzession praktisch vom Festland, wodurch sie eher einer Insel als einer Halbinsel glich.
Chinde erlebte kurzzeitig eine Blütezeit als Hafen für Britisch-Zentralafrika, das 1907 zu Njassaland wurde. Ende des 19. Jahrhunderts wurden Hochseeschiffe der Union Castle und der Deutsch-Ostafrika-Linie in Chinde von kleinen Flussdampfern empfangen, die Passagiere und Güter bis zum Scheitelpunkt des Shire-Flusses in Katunga transportierten, dem nächstgelegenen Punkt des Flusses zu Blantyre, der Hauptstadt des Britisch-Zentralafrika-Protektorats. Die Reise dauerte etwa sieben Tage. Die African Lakes Company hatte eine Handelsstation in der Konzession und unterhielt etwa sechs Dampfer mit bis zu 40 Tonnen Tragfähigkeit auf dem Sambesi und dem Shire. Zwei weitere britische Unternehmen setzten fünf weitere Dampfer mit 20 bis 30 Tonnen Tragfähigkeit auf dieser Route ein.
In den Jahren vor 1922 wurde die Erosion des weichen Sandes, auf dem die Gebäude des Konzessionsgebietes errichtet wurden, zu einem zunehmenden Problem. Viele der früheren Gebäude mussten abgerissen und neu errichtet werden, um ein Wegschwemmen oder den Einsturz zu verhindern. Als der Hafen im Februar 1922 durch einen Zyklon schwer beschädigt wurde, befand er sich bereits im Niedergang, da nur relativ kleine Schiffe ihn anlaufen konnten und der Hafen von Beira eine bessere Alternative darstellte. Es wäre schwierig und sehr teuer gewesen, Chinde vollständig wiederherzustellen, doch es wurden einige Versuche unternommen, zumindest die schlimmsten Schäden zu beheben. Mit der Fertigstellung der Eisenbahnverbindung von Njassaland nach Beira im Jahr 1922 entfiel jedoch der Hauptzweck der Konzession. Die britische Konzession wurde aufgegeben und der Pachtvertrag 1923 gekündigt. Chinde kehrte unter portugiesische Kontrolle zurück: Es diente nicht mehr als Hafen für Njassaland, sondern weiterhin als lokaler Hafen, insbesondere für die Zuckerexporte der Sena Sugar Estates aus dem Sambesi-Tal.